# 최민희 (배우)
최민희(崔敏姬, 1952년 12월 17일~)는 대한민국의 배우이다.

## 출연작

### 영화
- 빗속의 연인들
- 청춘을 이야기합시다(1976)
- 바람 바람 바람(1983)
- 김마리라는 부인(1983)
- 깊고 깊은 그 곳에(1984)
- 깊고 푸른 밤(1985)

### 드라마
- MBC 베스트셀러극장 - 억새의 밀어 (MBC) - 혜진
- 설중매 (MBC) - 한명회 부인 민씨
- MBC 베스트셀러극장 - 달빛 아래 어릿광대 (MBC)